# Stratiomyidae
Stratiomyidae (ponekad pogrešno napisano kao Stratiomyiidae, od grčkog στρατιώτης - vojnik; μυια - muva) su porodica muva (istorijski smeštena u sada već zastarelu grupu Orthorrhapha). Porodica sadrži preko 2.700 vrsta u preko 380 postojećih rodova širom sveta. Larve se nalaze na širokom spektru lokacija, uglavnom u močvarama, vlažnim mestima u zemljištu, busenu, ispod kore, u životinjskom izmetu i u raspadajućoj organskoj materiji. Odrasle jedinke se nalaze u blizini staništa larvi. Različite su po veličini i obliku, iako su obično delimično ili potpuno metalno zelene, ili donekle imitiraju osi, sa crnim i žutim ili zelenim, a ponekad i metalnim oznakama. Često su prilično neaktivne mušice koje obično počivaju sa svojim krilima postavljenim jedno iznad drugog preko stomaka.
Stratiomyinae su potporodica koja ima tendenciju da ima afinitet prema vodenoj sredini.

## Literatura
- Woodley, N. E., 2001. A World Catalog of the Stratiomyidae (Insecta: Diptera). Myia 11: 1-473. Backhuys Publishers, Leiden
- Lindner, E., 1938, Vol 18. Stratiomyiidae. In: Lindner, E. (ed.): Die Fliegen der Paläarktischen Region. Stuttgart, 4(1):1-218.
- Dusek J. and Rozkosny R. 1963-1967 Revision mitteleuropäischer Arten der Familie Stratiomyidae (Diptera) mit besonderer Berücksichtigung der Fauna der CSSR. 60 (1963) : 201-221; 61 (1964) :360-373; 62 (1965): 24-60; 64 (1967): 140-165.
- Acta entomologica bohemoslovaca 71: 322-341 + 1 Tafel.; Prag. Keys to subfamilies, genera and species. In German.
- Nartshuk, E. P., 1988, 36. Family Stratiomyidae. Part I Diptera and Siphanoptera (In: Bei-Benko, G. Ya.) Mycetobiidae-Therevidae. Keys to The Insect of European Part of The USSR. Russia, Vol. 5(2): 700-738.
- Rozkošný, R., 1973, Stratiomyidae of Denmark and Fennoscandia. Lyneborg L. (ed.). Denmark, pp:1-139.
- Rozkošný, R., 1982, A Biosystematic Study of The European Stratiomyidae (Diptera). Vol.1. Introduction, Beridinae, Sarginae and Stratiomyinae. Series Entomologica, 21. Dr.W. Junk, The Hague, pp. 1–401.
- Rozkošný, R., 1983, A Biosystematic Study of The European Stratiomyidae (Diptera). Vol.2. Clitellariinae, Hermetiinae, Pachygasterinae and Bibliography. Series Entomologica, 25. Dr.W. Junk, The Hague, pp. 1–431.
- Rozkošný, R., Nartshuk, E. P., 1988, Family Stratiomyidae. In: Soós, Á. & Papp, L. (eds.): Catalogue of Palearctic Diptera. Amsterdam & Akadémiai Kiadó, Budapest, pp. 42–96.
- Hauser, M., Woodley, N.E. and Fachin, D.A. (2017). "Chapter 41. Stratiomyidae (Soldier Flies)". In Kirk-Spriggs, A.H. & Sinclair, B.J. (ed.). Manual of Afrotropical Diptera. Pretoria, South Africa.  978-1-928224-11-2.

## Spoljašnje veze
- Tree of Life: Stratiomyidae
- Picture gallery from Diptera.info 195 photographs
- Picture gallery from BugGuide
- Family Stratiomyidae at EOL Images. Flowers visited by adults.
- Pest Information Wiki
- Palaearctic
- Nearctic
- Australasian/Oceanian
- Japan Архивирано на веб-сајту  (27. мај 2019)